# Grande Prêmio da Itália de 2018 (MotoGP)
O Grande Prêmio da MotoGP da Itália de 2018 ocorreu em 03 de junho.

## Resultados

### Classificação MotoGP
| Pos | Piloto            | Equipe                      | Moto   | Tempo     | Pontos |
| --- | ----------------- | --------------------------- | ------ | --------- | ------ |
| 1   | Jorge Lorenzo     | Ducati Team                 | Ducati | 41'43.230 | 25     |
| 2   | Andrea Dovizioso  | Ducati Team                 | Ducati | +6.370    | 20     |
| 3   | Valentino Rossi   | Movistar Yamaha MotoGP      | Yamaha | +6.629    | 16     |
| 4   | Andrea Iannone    | Team SUZUKI ECSTAR          | Suzuki | +7.885    | 13     |
| 5   | Alex Rins         | Team SUZUKI ECSTAR          | Suzuki | +7.907    | 11     |
| 6   | Cal Crutchlow     | LCR Honda CASTROL           | Honda  | +9.120    | 10     |
| 7   | Danilo Petrucci   | Alma Pramac Racing          | Ducati | +10.898   | 9      |
| 8   | Maverick Viñales  | Movistar Yamaha MotoGP      | Yamaha | +11.060   | 8      |
| 9   | Alvaro Bautista   | Angel Nieto Team            | Ducati | +11.154   | 7      |
| 10  | Johann Zarco      | Monster Yamaha Tech 3       | Yamaha | +17.644   | 6      |
| 11  | Pol Espargaro     | Red Bull KTM Factory Racing | KTM    | +20.256   | 5      |
| 12  | Hafizh Syahrin    | Monster Yamaha Tech 3       | Yamaha | +22.435   | 4      |
| 13  | Tito Rabat        | Reale Avintia Racing        | Ducati | +22.464   | 3      |
| 14  | Bradley Smith     | Red Bull KTM Factory Racing | KTM    | +22.495   | 2      |
| 15  | Franco Morbidelli | EG 0,0 Marc VDS             | Honda  | +26.644   | 1      |
| 16  | Marc Marquez      | Repsol Honda Team           | Honda  | +39.311   | 0      |
| 17  | Xavier Simeon     | Reale Avintia Racing        | Ducati | +1'01.211 | 0      |
| 18  | Takaaki Nakagami  | LCR Honda IDEMITSU          | Honda  | 5 voltas  | 0      |

### Classificação Moto2
| Pos | Piloto              | Equipe                         | Moto     | Tempo     | Pontos |
| --- | ------------------- | ------------------------------ | -------- | --------- | ------ |
| 1   | Miguel Oliveira     | Red Bull KTM Ajo               | KTM      | 39'42.018 | 25     |
| 2   | Lorenzo Baldassarri | Pons HP40                      | Kalex    | +0.184    | 20     |
| 3   | Joan Mir            | EG 0,0 Marc VDS                | Kalex    | +0.334    | 16     |
| 4   | Francesco Bagnaia   | SKY Racing Team VR46           | Kalex    | +0.484    | 13     |
| 5   | Alex Marquez        | EG 0,0 Marc VDS                | Kalex    | +3.537    | 11     |
| 6   | Brad Binder         | Red Bull KTM Ajo               | KTM      | +5.985    | 10     |
| 7   | Luca Marini         | SKY Racing Team VR46           | Kalex    | +9.908    | 9      |
| 8   | Andrea Locatelli    | Italtrans Racing Team          | Kalex    | +11.219   | 8      |
| 9   | Xavi Vierge         | Dynavolt Intact GP             | Kalex    | +12.371   | 7      |
| 10  | Simone Corsi        | Tasca Racing Scuderia Moto2    | Kalex    | +12.675   | 6      |
| 11  | Fabio Quartararo    | MB Conveyors - Speed Up Racing | Speed Up | +17.843   | 5      |
| 12  | Dominique Aegerter  | Kiefer Racing                  | KTM      | +20.353   | 4      |
| 13  | Iker Lecuona        | Swiss Innovative Investors     | KTM      | +28.751   | 3      |
| 14  | Joe Roberts         | NTS RW Racing GP               | NTS      | +32.436   | 2      |
| 15  | Steven Odendaal     | NTS RW Racing GP               | NTS      | +32.465   | 1      |
| 16  | Isaac Viñales       | SAG Team                       | Kalex    | +33.054   | 0      |
| 17  | Niki Tuuli          | SIC Racing Team                | Kalex    | +33.505   | 0      |
| 18  | Khairul Idham Pawi  | IDEMITSU Honda Team Asia       | Kalex    | +43.900   | 0      |
| 19  | Eric Granado        | Forward Racing Team            | Suter    | +47.264   | 0      |
| 20  | Hector Garzo        | Tech 3 Racing                  | Tech 3   | +56.603   | 0      |
| 21  | Federico Fuligni    | Tasca Racing Scuderia Moto2    | Kalex    | +1'13.609 | 0      |
| 22  | Xavi Cardelus       | Team Stylobike                 | Kalex    | +1'27.927 | 0      |

### Classificação Moto3
| Pos | Piloto                 | Equipe                    | Moto  | Tempo     | Pontos |
| --- | ---------------------- | ------------------------- | ----- | --------- | ------ |
| 1   | Jorge Martin           | Del Conca Gresini Moto3   | Honda | 39'20.810 | 25     |
| 2   | Marco Bezzecchi        | Redox PruestelGP          | KTM   | +0.019    | 20     |
| 3   | Fabio Di Giannantonio  | Del Conca Gresini Moto3   | Honda | +0.043    | 16     |
| 4   | Gabriel Rodrigo        | RBA BOE Skull Rider       | KTM   | +10.948   | 13     |
| 5   | Andrea Migno           | Angel Nieto Team Moto3    | KTM   | +11.083   | 11     |
| 6   | Enea Bastianini        | Leopard Racing            | Honda | +11.165   | 10     |
| 7   | Tony Arbolino          | Marinelli Snipers Team    | Honda | +11.194   | 9      |
| 8   | Lorenzo Dalla Porta    | Leopard Racing            | Honda | +14.567   | 8      |
| 9   | Niccolò Antonelli      | SIC58 Squadra Corse       | Honda | +14.676   | 7      |
| 10  | Manuel Pagliani        | Leopard Junior Team       | Honda | +14.682   | 6      |
| 11  | Aron Canet             | Estrella Galicia 0,0      | Honda | +14.693   | 5      |
| 12  | John Mcphee            | CIP - Green Power         | KTM   | +14.720   | 4      |
| 13  | Darryn Binder          | Red Bull KTM Ajo          | KTM   | +14.733   | 3      |
| 14  | Albert Arenas          | Angel Nieto Team Moto3    | KTM   | +14.770   | 2      |
| 15  | Marcos Ramirez         | Bester Capital Dubai      | KTM   | +15.237   | 1      |
| 16  | Ayumu Sasaki           | Petronas Sprinta Racing   | Honda | +15.271   | 0      |
| 17  | Tatsuki Suzuki         | SIC58 Squadra Corse       | Honda | +15.368   | 0      |
| 18  | Alonso Lopez           | Estrella Galicia 0,0      | Honda | +15.631   | 0      |
| 19  | Philipp Oettl          | Sudmetal Schedl GP Racing | KTM   | +15.953   | 0      |
| 20  | Kaito Toba             | Honda Team Asia           | Honda | +15.983   | 0      |
| 21  | Nicolo Bulega          | SKY Racing Team VR46      | KTM   | +16.030   | 0      |
| 22  | Kazuki Masaki          | RBA BOE Skull Rider       | KTM   | +22.492   | 0      |
| 23  | Jakub Kornfeil         | Redox PruestelGP          | KTM   | +22.520   | 0      |
| 24  | Livio Loi              | Reale Avintia Academy     | KTM   | +50.691   | 0      |
| 25  | Nakarin Atiratphuvapat | Honda Team Asia           | Honda | +1'23.045 | 0      |